# Oraov Dol
Oraov Dol (en macédonien Ораов Дол) est un village du centre de la Macédoine du Nord, situé dans la municipalité de Tchachka. Le village comptait 3 habitants en 2002. Il fait partie de l'Azot.

## Démographie
Lors du recensement de 2002, le village comptait :
- Macédoniens : 3